# Padrones de Bureba
Padrones de Bureba è un comune spagnolo di 50 abitanti situato nella comunità autonoma di Castiglia e León.